# Finlandia ai Giochi della XXXI Olimpiade
La Finlandia ha partecipato ai Giochi della XXXI Olimpiade, che si sono svolti a Rio de Janeiro, Brasile, dal 5 al 21 agosto 2016. Si tratta della 25ª partecipazione degli atleti finlandesi ai giochi olimpici estivi.

## Medaglie

### Medagliere per disciplina
| Sport    | Oro | Argento | Bronzo | Totale |
| -------- | --- | ------- | ------ | ------ |
| Pugilato | 0   | 0       | 1      | 1      |
| Totale   | 0   | 0       | 1      | 1      |

### Medaglie di bronzo
| Medaglia | Nome          | Sport    | Evento                 |
| -------- | ------------- | -------- | ---------------------- |
| Bronzo   | Mira Potkonen | Pugilato | Pesi leggeri femminile |

## Nuoto
| Atleta           | Evento                    | Batterie | Batterie   | Semifinali      | Semifinali      | Finale          | Finale          |
| Atleta           | Evento                    | Tempo    | Classifica | Tempo           | Classifica      | Tempo           | Classifica      |
| ---------------- | ------------------------- | -------- | ---------- | --------------- | --------------- | --------------- | --------------- |
| Tanja Kylliäinen | 400 m misti               | 4:45,33  | 25ª        | N.D.            | N.D.            | non qualificata | non qualificata |
| Mimosa Jallow    | 100 metri dorso femminili | 1'01"58  | 24ª        | non qualificata | non qualificata | non qualificata | non qualificata |

| Atleta        | Evento       | Batterie | Batterie   | Semifinali      | Semifinali      | Finale          | Finale          |
| Atleta        | Evento       | Tempo    | Classifica | Tempo           | Classifica      | Tempo           | Classifica      |
| ------------- | ------------ | -------- | ---------- | --------------- | --------------- | --------------- | --------------- |
| Matias Koski  | 400 m libero | 3:55"57  | 42ª        | N.D.            | N.D.            | non qualificato | non qualificato |
| Matti Mattson | 100 m rana   | 1:02"45  | 38ª        | non qualificato | non qualificato | non qualificato | non qualificato |